# Hermann Weber (Parteifunktionär)
Hermann Weber (* 13. Februar 1888 in Horn; † 16. Dezember 1937) war ein deutscher KPD-Funktionär und Politiker. Er wurde vom sowjetischen Geheimdienst GPU verhaftet und erschossen.

## Politische Anfänge
Hermann Weber war gelernter Maurer und seit einem Arbeitsunfall stark gehbehindert. Vor dem Ersten Weltkrieg zog er nach Barmen. Dort wurde er 1906 zunächst Mitglied der SPD. 1912 zog er nach Solingen und trat 1917 der USPD bei. Weber war Delegierter des „Spaltungsparteitags“ in Halle und kam danach mit dem linken Flügel der USPD zur KPD. Seit 1921 war Weber hauptamtlicher Sekretär der KPD, zunächst im Unterbezirk Barmen. Der VIII. Leipziger Parteitag 1923 wählte ihn in die Gewerkschaftskommission. 1923 wurde er KPD-Sekretär für Gewerkschaftsfragen im Bezirk Rheinland-Süd/Niederrhein und übernahm 1925 die gleiche Aufgabe in der Bezirksleitung Wasserkante in Hamburg und im Mai 1927 in der Bezirksleitung Baden in Mannheim. Anfang 1929 ging er zurück ins Rheinland und wurde Unterbezirkssekretär der KPD in Solingen und Vorsitzender seiner Fraktion im Solinger Stadtrat. 
Weber war für seine bestimmte, kompromisslose und mitunter auch cholerische Art bekannt, die ihm den Respekt von Anhängern und Gegnern eintrug. Er hatte eine sehr laute Stimme – vorteilhaft für eine Zeit ohne Lautsprecher – und war ein hervorragender Redner, der mitunter drei Stunden lang frei redete. Er sorgte für einen Skandal, als er 1928 bei seiner  ersten Stadtverordnetenversammlung in Solingen einen Abgeordneten der Kommunistischen Partei-Opposition (KPO) ohrfeigte, der ihn persönlich beleidigt hatte.:86ff.

## Wahl zum Solinger Oberbürgermeister
Am 22. Januar 1930 wurde Hermann Weber von der Linksmehrheit des Stadtrats zum Oberbürgermeister von Solingen gewählt, zum ersten kommunistischen Bürgermeister einer Großstadt in der Weimarer Republik, was national und international für erhebliches Aufsehen sorgte.:98 Die Wahl Webers erhielt jedoch vom SPD-geführten Preußischen Staatsministerium nicht die gesetzlich vorgeschriebene Bestätigung, da er sich weigerte, eine Loyalitätserklärung für die Staatsordnung zu unterschreiben.:91 Wenige Tage später wurde das Wahlergebnis deshalb aufgehoben und stattdessen der Sozialdemokrat Josef Brisch als kommissarischer Verwaltungschef eingesetzt; darauf hatte die SPD-Fraktion im Stadtrat spekuliert, die nicht genügend Sitze hatte, um einen eigenen Kandidaten durchzubringen. Zwei Monate später versuchte das Staatsministerium, Brisch offiziell wählen zu lassen, aber Weber erhielt erneut die Mehrheit. Auch diese zweite Wahl wurde annulliert und Brisch als Oberbürgermeister eingesetzt. Bei Brischs Amtseinführung warfen die Kommunisten aus Protest mit faulen Eiern.

## Übersiedlung in die UdSSR und Tod
Weber wurde 1931 als Mitarbeiter in das Zentralkomitee der KPD nach Berlin berufen, 1932 jedoch wegen seiner Anhängerschaft zur „Neumann-Gruppe“ aller seiner Funktionen in der KPD enthoben. Im August 1932 übersiedelte er in die Sowjetunion, nach Odessa, seine Familie folgte ihm Mitte Januar 1933, und er nahm die sowjetische Staatsbürgerschaft an. Im Oktober 1935 erreichte seine Freunde in Solingen eine Nachricht von ihm, dass er in Odessa lebe und dort den Internationalen Club leite. Mitte 1937 wurde er vom sowjetischen Geheimdienst verhaftet, der „faschistischen Agitation“ angeklagt und am 16. Dezember 1937 erschossen. Seine Frau Else Weber (* 1898) wurde 1937 ebenfalls inhaftiert, danach aber mit dem in Odessa geborenen Sohn Werner nach Deutschland ausgewiesen.
Das Schicksal des letzten demokratisch gewählten Oberbürgermeisters von Solingen vor der NS-Zeit galt in der westdeutschen kommunistischen Bewegung bis Ende der 1980er Jahre als streng gehütetes Parteigeheimnis, welches erst mit der Öffnung der Archive in der Gorbatschow-Zeit gelüftet wurde.
Die KPD-Reichstagsabgeordnete Hanna Rautenbach war eine Schwester von Weber.